# Goiemorgen, morgen
"Goeiemorgen, morgen" ("Bom dia, manhã") foi a canção que representou a Bélgica no Festival Eurovisão da Canção 1971, interpretada em neerlandês por Jacques Raymond e Lily Castel. A canção era para ser interpretada pelo duo Nicole & Hugo, contudo Nicole estava muito doente. Foi décima canção a ser interpretada na noite do evento, a seguir à canção britânica "Jack in the Box, interpretada por Clodagh Rodgers e antes da canção italiana"L'amore è un attimo" interpretada por Massimo Ranieri. A canção belga terminou a competição em 14.º lugar (entre 18 países participantes) tendo recebido 68 pontos. A canção é um up-tempo, tratando da simples brincadeira de se levantar de manhã.

## Autores
- Letra: Phil van Cauwenbergh
- Música: Paul Quintens
- orquestrador: Francis Bay